# Besleria montana
Besleria montana är en tvåhjärtbladig växtart som beskrevs av Nathaniel Lord Britton och Henry Hurd Rusby. Besleria montana ingår i släktet Besleria och familjen Gesneriaceae. Inga underarter finns listade i Catalogue of Life.